# Medal „Za zdobycie Berlina”
Medal „Za zdobycie Berlina” (ros. Медаль «За взятие Берлина») – radzieckie odznaczenie wojskowe.
Został ustanowiony dekretem Prezydium Rady Najwyższej ZSRR z 9 czerwca 1945 roku dla wynagrodzenia wszystkich uczestników szturmu Berlina podczas II wojny światowej.

## Zasady nadawania
Medal był nadawany:
- żołnierzom Armii Czerwonej, Floty Czerwonej i wojsk NKWD biorącym bezpośredni udział w walkach o Berlin w okresie od 22 kwietnia do 2 maja 1945 roku;
- organizatorom i dowódcom operacji berlińskiej.

Medal ten nadawany był również żołnierzom polskim z 1 Armii Wojska Polskiego biorącym udział w szturmie Berlina.
Łącznie Medal „Za zdobycie Berlina” otrzymało ponad 1 100 000 osób, w tym kilka tysięcy żołnierzy polskich.

## Opis odznaki
Odznaką medalu jest wykonany z mosiądzu krążek o średnicy 32 mm. 
Na awersie medalu w centrum znajduje się napis w trzech wierszach: ЗА / ВЗЯТИЕ / БЕРЛИНА (pol. „ZA ZDOBYCIE BERLINA”). Nad nim znajduje się mała pięcioramienna gwiazda, a poniżej wieniec z liści dębowych. 
Na rewersie jest umieszczona data zdobycia Berlina w trzech wierszach: 2 / МАЯ / 1945 („2 maja 1945 roku”), a poniżej mała pięcioramienna gwiazda.
Medal zawieszony jest na metalowej pięciokątnej baretce obciągniętej wstążką koloru czerwonego z wąskimi pomarańczowo-czarnymi paskami pośrodku (dwoma pomarańczowymi i trzema czarnymi).